# Seznam kustodů Svaté země

## 13. století
- 1217 – Eliáš z Cortony v čele první skupiny bratří vyslaných do Svaté země po generální kapitule v roce 1217
- 1219 – Sv. František z Assisi
- 1247 – Giacomo (Narciso?)
- 1266 – Giacomo da Puy
- ? – Vincentius de Burgundia
- 1270? – Giovannino da Parma
- 1286 – Geleberto

## 14. století
- 1306 – Guido
- 1310 – Ruggero Guarini
- 1328 – Nicolò da San Martino
- 1330 – Giovanni Fedanzola
- 1333 – Rogero Guarini (podruhé)
- 1337 – Giovanni di Stefano
- 1337 – Giacomo Normanno
- ? – Nicola di Giovanni
- 1363 – Bernardino da Padova
- 1372 – Antonio di Giacomo
- 1376 – Nicolò da Creta (o Candia)
- 1382 – Giovanni
- 1384 – Nicolò da Venezia
- 1388 – Gerardo Calvetti

## 15. století
- 1400 – Nicolò Coronario
- 1405 – Nicolò di Pietro
- 1414 – Pascutius Davini de Assisio
- 1421 – Giacomo di Antonio
- 1424 – Giovanni Belloro
- 1430 – Luigi da Bologna
- 1434 – Giacomo Delfino
- 1438 – Gandolfo da Sicilia
- 1446 – Baldassare da Santa Maria
- 1455 – Antonio da Mugnano
- 1462 – Gabriele Mezzavacca
- 1464 – Paolo d'Albenga
- 1467 – Francesco da Piacenza
- 1472 – Andrea da Parma
- 1475 – Giacomo d'Alessandria
- 1478 – Giovanni de Thomacellis
- 1481 – Paolo da Canneto
- 1484 – Bernardino da Parma

- 1487 – Francesco da Perugia (zemřel před tím, než se ujal funkce)
- 1487 – Bernardino Caimo
- 1489 – Bartolomeo da Piacenza
- 1493 – Francesco Suriano
- 1495 – Angelo da Foligno
- 1496 – Bartolomeo da Piacenza (podruhé)
- 1499 – Antonio Gozze de Regnis

## 16. století
- 1501 – Mauro da San Bernardino
- 1504 – Luigi da Napoli
- 1507 – Bernardino del Vecchio
- 1512 – Francesco Suriano (podruhé)
- 1514 – Nicolò da Tossignano
- 1517 – Zenobio da Firenze
- 1518 – Gabriele ?
- 1519 – Angelo da Ferrara
- 1528 – Giovanni
- 1532 – Mario da Messina
- 1532 – Battista da Macerata
- 1535 – Tomaso da Norcia
- 1541 – Dionisio da Sarcognano
- 1545 – Felice da Venezia
- 1544 – Giorgio Bosnese
- 1545 – Felice da Venezia (podruhé)
- 1547 – Bonaventura Corsetti
- 1551 – Bonifacio Stefani, (Destefanis, Bonifác z Ragusy)
- 1559 – Antonio da Bergamo
- 1560 – Aurelio da Griano

- 1564 – Bonifacio Stefani (podruhé)
- 1565 – Bernardino da Collestate
- 1566 – Girolamo da Fossato
- 1568 – Angelo da Portomaurizio
- 1568 – Gian Francesco d'Arsignano Vicent
- 1571 – Antonio da Sant'Angelo
- 1572 – Geremia da Brescia
- 1580 – Giovanni da Bergamo
- 1581 – Angelo Stella
- 1584 – Paolino Olivoli
- 1585 – Accursio da Quinzano
- 1588 – Gian Battista da Montegiano
- 1590 – Francesco da Spello
- 1593 – Felice Ranieri da Fratta
- 1593 – Gian Francesco da Salandra
- 1597 – Evangelista da Gabiano

## 17. století
- 1600 – Francesco Manerba
- 1603 – Cesario da Trino
- 1608 – Gaudenzio Saibanti
- 1612 – Angelo da Messina
- 1616 – Basilio Basili
- 1619 – Francesco Dulcedo
- 1620 – Tommaso Obicini
- 1621 – Ambrogio Pantoliano
- 1622 – Francesco Spinelli
- 1625 – Sante da Messina
- 1628 – Diego Campanile
- 1632 – Paolo da Lodi
- 1634 – Francesco da Cattaro
- 1637 – Andrea d'Arco
- 1642 – Pietro Verniero
- 1645 – Francesco Merisi
- 1648 – Antonio da Gaeta

- 1651 – Ambrogio Pantoliano
- 1652 – Mariano Morone
- 1659 – Eusebio Valles
- 1664 – Francesco M. Rhini
- 1669 – Teofilo Testa
- 1673 – Claudio Gavazzi
- 1675 – Tomaso da Caltagirone
- 1675 – Giovanni Bonsignori
- 1678 – Pier Marino Sormani
- 1683 – Pier Antonio Grassi
- 1686 – Angelico da Milano
- 1689 – Gregorio da Parghelia
- 1691 – Gian Battista D'Atina
- 1695 – Baldassare Caldera
- 1697 – Francesco da Santo Floro

## 18. století
- 1701 – Bonaventura da Majori
- 1704 – Benedetto da Bari
- 1705 – Costantino Ultorchi
- 1706 – Gaetano Potestà
- 1710 – Lorenzo Cozza
- 1716 – Giuseppe Maria da Perugia
- 1720 – Gian Filippo da Milano
- 1722 – Giacomo da Lucca
- 1730 – Andrea da Montoro
- 1735 – Angelico da Gazolo
- 1740 – Paolo da Laurino
- 1743 – Giacomo da Lucca (podruhé)
- 1744 – Desiderio da Casabasciana
- 1751 – Prospero Zinelli
- 1754 – Pio da Mentone
- 1756 – Domenico da Venezia
- 1762 – Paolo da Piacenza
- 1767 – Luigi da Bastia
- 1773 – Valeriano Bellandi
- 1773 – Gian Domenico da Levigliano
- 1795 – Placido da Roma
- 1798 – Ladislao da Viterbo

## 19. století
- 1801 – Zenobio Puccini
- 1805 – Bonaventura da Nola
- 1808 – Giuseppe M. Pierallini
- 1815 – Girolamo da Osimo
- 1817 – Salvatore Antonio da Malta
- 1820 – Ugolino Cesarini
- 1822 – Gian Antonio da Rogliano
- 1825 – Tomaso da Montasola
- 1831 – Francesco di S. Lorenzo alle Grotte
- 1835 – Francesco Saverio da Malta
- 1838 – Perpetuo Guasco
- 1841 – Cherubino Maria da Cori
- 1843 – Cherubino da Civezza
- 1847 – Bernardino Trionfetti
- 1857 – Bonaventura Robotti
- 1863 – Serafino Milani
- 1874 – Gaudenzio Bonfigli
- 1880 – Guido Corbelli
- 1886 – Aurelio Briante
- 1888 – Giacomo Ghezzi
- 1894 – Aurelio Briante (podruhé)

## 20. století
- 1900 – Frediano Giannini
- 1906 – Roberto Razzoli
- 1914 – Onorato Carcaterra
- 1915 – Serafino Cimino
- 1918 – Ferdinando Diotallevi
- 1925 – Aurelio Marotta
- 1931 – Nazzareno Jacopozzi
- 1937 – Alberto Gori
- 1950 – Giacinto Maria Faccio
- 1955 – Angelico Lazzeri
- 1957 – Alfredo Polidori
- 1962 – Vincenzo Cappiello
- 1968 – Alfonso Calabrese
- 1969 – Erminio Roncari
- 1974 – Maurilio Sacchi
- 1980 – Ignazio Mancini
- 1986 – Carlo Cecchitelli
- 1992 – Giuseppe Nazzaro
- 1998 – Giovanni Battistelli

## 21. století
- 2004 – Pierbattista Pizzaballa
- 2016 – Francesco Patton
- 2025 – Francesco Ielpo

## Elektronické zdroje
- Cronotassi dei Custodi di Terra Santa Archivováno 4. 3. 2016 na Wayback Machine. na stránkách kustodie
- Seznam kustodů na gcatholic.org